# 于連躍
于連躍（？—？），字德龍，真定府武强县人，明末清初官員。崇禎十年進士。

## 生平
崇祯六年（1633年）癸酉科順天鄉試第二十六名舉人，崇祯十年（1637年）丁丑科會試第五十五名，廷試三甲一百八十九名進士。礼部观政，十一年六月授河南临颖知县，十三年考察，十四年降補陜西按察司簡较，十五年升彰德府推官，十六年升工部屯田司主事。
明亡仕清，順治元年（1644年）十月升为山东按察使司佥事、兖西兵备道。

## 家族
曾祖于完；祖于孟春；父于登，乡饮宾。